# Уоррик (округ)
Уо́ррик (англ. Warrick County) — округ в штате Индиана, США. Официально образован в 1813 году. По состоянию на 2010 год, численность населения составляла 59 689 человек.

## География
По данным Бюро переписи США, общая площадь округа равняется 1 012,821 км2, из которых 996,685 км2 суша и 16,162 км2 или 1,600 % это водоёмы.

## Климат
Климат в этой области характеризуется жарким влажным летом и, как правило, мягкой или прохладной зимой. Согласно системе классификации климатов Кёппена, в округе Уоррик влажный субтропический климат, сокращенно обозначаемый аббревиатурой «Cfa» на климатических картах.

## Население
По данным переписи населения 2000 года в округе проживает 52 383 жителей в составе 19 438 домашних хозяйств и 15 181 семей. Плотность населения составляет 53,00 человека на км2. На территории округа насчитывается 20 546 жилых строений, при плотности застройки около 21,00-го строения на км2. Расовый состав населения: белые — 97,46 %, афроамериканцы — 1,00 %, коренные американцы (индейцы) — 0,15 %, азиаты — 0,63 %, гавайцы — 0,05 %, представители других рас — 0,16 %, представители двух или более рас — 0,55 %. Испаноязычные составляли 0,65 % населения независимо от расы.
В составе 37,70 % из общего числа домашних хозяйств проживают дети в возрасте до 18 лет, 66,90 % домашних хозяйств представляют собой супружеские пары проживающие вместе, 8,20 % домашних хозяйств представляют собой одиноких женщин без супруга, 21,90 % домашних хозяйств не имеют отношения к семьям, 18,60 % домашних хозяйств состоят из одного человека, 7,50 % домашних хозяйств состоят из престарелых (65 лет и старше), проживающих в одиночестве. Средний размер домашнего хозяйства составляет 2,66 человека, и средний размер семьи 3,03 человека.
Возрастной состав округа: 26,90 % моложе 18 лет, 7,20 % от 18 до 24, 29,70 % от 25 до 44, 25,50 % от 45 до 64 и 25,50 % от 65 и старше. Средний возраст жителя округа 37 лет. На каждые 100 женщин приходится 96,60 мужчин. На каждые 100 женщин старше 18 лет приходится 93,60 мужчин.
Средний доход на домохозяйство в округе составлял 48 814 USD, на семью — 55 497 USD. Среднестатистический заработок мужчины был 40 491 USD против 24 334 USD для женщины. Доход на душу населения составлял 21 893 USD. Около 3,50 % семей и 5,30 % общего населения находились ниже черты бедности, в том числе — 7,30 % молодежи (тех, кому ещё не исполнилось 18 лет) и 6,10 % тех, кому было уже больше 65 лет.